# Adinfer
Adinfer é uma comuna francesa na região administrativa de Altos da França, no departamento de Pas-de-Calais. Estende-se por uma área de 6,19 km². Em 2010 a comuna tinha 274 habitantes (densidade: 44,3 hab./km²).